# 飛鳥みさ子
飛鳥 みさ子（あすか みさこ、1935年12月13日 - 1998年7月9日）は、日本の元女優である。本名は犬飼 淑乃（いぬかい よしの）。

## 来歴・人物
1935年（昭和10年）12月13日、愛知県挙母市（現在の同県豊田市）に生まれる。
1954年（昭和29年）、神奈川県立横須賀大津高等学校を卒業後、東宝舞踊学校へ入所。1955年（昭和30年）4月、第10期東宝ニューフェイスとなり、東宝と専属契約を結ぶ。翌1956年（昭和31年）1月22日に公開された本多猪四郎監督映画『若い樹』で映画デビューを果たし、以後、ジャンルを問わず多くの作品に出演。特に、1958年（昭和33年）1月6日から放映された菊田一夫原作のテレビドラマ『人知れずこそ』（KRテレビ系列）では、同じく東宝の専属俳優だった大塚国夫と主役を務め、一躍話題となった。また、1961年（昭和36年）3月、フィリピン共和国マニラで開催された第8回アジア映画祭（現在のアジア太平洋映画祭）に、永田雅一、伊藤義をはじめ、女優の原知佐子、叶順子らと参加した記録が残っている。
ところが、1962年（昭和37年）11月3日に公開された稲垣浩監督映画『忠臣蔵 花の巻・雪の巻』に脇役出演したのを最後に東宝を退社し、フリーとなったが、ほどなくして芸能界を引退した。以後の消息は不明とされていたが、1998年（平成10年）7月9日、急性冠症候群のため亡くなっていたことが分かった。満62歳没。

## 出演作品

### 東宝
特筆以外、全て製作・配給は「東宝」である。
- 若い樹（1956年、本多猪四郎監督） - 矢部ミサ子 ※デビュー作[3][4]
- 見事な娘（1956年、瑞穗春海監督）
- のり平の三等亭主 愉快な家族（1956年、丸林久信監督） - 正子
- のり平の浮気大学 愉快な家族（1956年、丸林久信監督） - 正子
- 新婚第一課（1956年、筧正典監督） - 東
- 若人の凱歌（1956年、青柳信雄監督）
- 早く帰ってコ（1957年、斎藤達雄監督） - 小原京子
- その夜のひめごと（1957年、木村惠吾監督） - ナオミ
- 東京の休日（1958年、山本嘉次郎監督） - ファッションモデルH
- 人生劇場 青春篇（1958年、杉江敏男監督） - おりん
- まり子自叙伝 花咲く星座（1959年、松林宗恵監督） - 桜井京美
- 日本誕生（1959年、稲垣浩監督）
- 花嫁さんは世界一（1959年、新藤兼人監督）※東京映画製作
- 侍とお姐ちゃん（1960年、杉江敏男監督）
- 新・三等重役 当るも八卦の巻（1960年、杉江敏男監督）
- 別離の歌（1960年、瑞穗春海監督） - 女給・良子 ※東京映画製作
- 新・女大学（1960年、久松静児監督） - 座談会の司会者
- サラリーマン忠臣蔵（1960年、杉江敏男監督）
- 社長道中記（1961年、松林宗恵監督） - 列車の美人
- アッちゃんのベビーギャング（1961年、杉江敏男監督）
- 黒い画集 寒流（1961年、鈴木英夫監督） - 桑山の情婦B
- 暗黒街撃滅命令（1961年、福田純監督） - 吉井千枝子
- 愛のうず潮（1962年、久松静児監督） - E夫人
- 香港の星（1962年、千葉泰樹監督） - モデル
- 忠臣蔵 花の巻・雪の巻（1962年、稲垣浩監督） - 汐路太夫

### テレビドラマ
- ナショナルゴールデンアワー（KRテレビ系列）
  - 人知れずこそ（1958年） - 悠子（主演）